# アンバー・ベンソン
アンバー・ベンソン（Amber Benson, 1977年1月8日 - ）は、アメリカ合衆国の女優。アラバマ州バーミングハムで両親がユダヤ教徒とキリスト教徒の家庭に生まれる。俳優業のほか、映画監督、プロデューサー、作家などの活動も行っている。

## 出演作

### テレビドラマ
- バフィー 〜恋する十字架〜　Buffy the Vampire Slayer　(1999-2002) タラ・マックレー役
- コールドケース 迷宮事件簿 Cold Case (2004) ジュリア・ホフマン役
- スーパーナチュラル Supernatural (2006) レノア役

### 映画
- わが街 セントルイス King of the Hill (1993)
- あのころ僕らは Don's Plum (2000) エイミー役
- 誓いのKiss? Kiss the Bride (2007)

## 著作
- ウィロー＆タラ

小説。